# Acelerar (canción)
«Acelerar» es una canción interpretada por la banda mexicana Timbiriche donde la canta la integrante femenina del grupo: Paulina Rubio.

## Antecedentes y significado
Fue lanzado como el cuarto sencillo del álbum Timbiriche VIII y IX, lanzado en el mes de noviembre de 1988, la cual fue una canción considerada con buen recibimiento y también otra popular del disco.
La canción trata acerca del mutuo amor y devoción hacia una relación de pareja, es decir simboliza un amor que es visceral y crudo, que va más allá de lo superficial y se adentra en lo profundo y lo carnal.

## Video
Al principio del video se muestra a Erik, Diego y Eduardo caminar por las calles mientras las chicas caminan, luego comienzan a cantar en una fiesta, al final terminan dando una pequeña presentación.

## Posicionamiento
| Listas                              | Posición |
| ----------------------------------- | -------- |
| Argentina Top 40                    | 37       |
| Perú Top 100                        | 3        |
| Colombia Top 100                    | 11       |
| Latinoamérica Top 100               | 23       |
| Ecuador Top 50                      | 9        |
| Iberoamérica Top 100                | 4        |
| Venezuela Top 40                    | 3        |
| México Top 200                      | 27       |
| México Top 60+                      | 30       |
| España Hot 100                      | 5        |
| EE. UU. Billboard Latin Pop Airplay | 11       |

## Trascurso de la grabación
- Las canciones más reconocidas de la banda son interpretadas por los varones
- En el video tipo concierto, es uno de los últimos conciertos en los que aparece la cantante Mariana .

- Datos: Q132965279